# JuJu Smith-Schuster
John Sherman „JuJu“ Smith-Schuster (geboren am 22. November 1996 in Long Beach, Kalifornien) ist ein US-amerikanischer American-Football-Spieler auf der Position des Wide Receivers. Zuletzt spielt er für die Kansas City Chiefs in der National Football League (NFL). Zuvor spielte er College Football für die USC Trojans und wurde von den Pittsburgh Steelers in der zweiten Runde im NFL Draft 2017 ausgewählt, für die er bis 2021 unter Vertrag stand. Mit den Kansas City Chiefs gewann Smith-Schuster in der Saison 2022 den Super Bowl LVII. Anschließend spielte er 2023 für die New England Patriots.

## Frühe Jahre und College
Der geborene John Smith ging in seiner Geburtsstadt Long Beach, Kalifornien, auf die Long Beach Polytechnic High School, welche zu der Zeit die Highschool mit den meisten Spielern in der NFL war. Hier spielte er als Wide Receiver und als Safety Football. Er wurde als Fünf-Sterne-Rekrut und zweitbester Wide Receiver im ganzen Land bewertet. Ursprünglich entschied er sich, College Football für die Oregon Ducks der University of Oregon zu spielen, doch später änderte er seine Entscheidung zugunsten der USC Trojans der University of Southern California.
Er spielte von 2014 bis 2016 für die Trojans. Er hatte seine beste Saison als Sophomore, als er in 14 Spielen 89 Pässe für 1.454 Yards Raumgewinn fangen konnte. 2016 erzielte er nur noch 914 Yards Raumgewinn bei 70 gefangenen Pässen in dreizehn Spielen. Dabei hatte er sein bestes Spiel im Rose Bowl, welchen die USC Trojans mit 52:49 gegen die Penn State Nittany Lions gewinnen konnten. In dem Spiel fing er sieben Pässe für 133 Yards. Nach der Saison entschied er sich, auf sein letztes Jahr der Spielberechtigung zu verzichten und sich für den NFL Draft anzumelden.
Seinen zweiten Nachnamen, Schuster, ließ er sich im Alter von 18 Jahren zu Ehren seines Stiefvaters zuschreiben.

## NFL
Smith-Schuster wurde im NFL Draft 2017 von den Pittsburgh Steelers in der zweiten Runde an 62. Stelle ausgewählt. Am 17. Mai 2017 unterschrieb er einen Vierjahresvertrag bei den Steelers. Im ersten Spiel der Saison wurde er als Kick Returner eingesetzt. Am 17. September 2017, beim 26:9-Sieg gegen die Minnesota Vikings, gelang ihm sein erster Passfang und sein erster Touchdown in der NFL. Er ist damit der jüngste Spieler seit 1964, der jemals einen Touchdown gefangen hat. Insgesamt gelangen ihm sieben Touchdowns in seiner ersten Saison in der NFL.
Am 29. Oktober 2017 erzielte er im Spiel gegen die Detroit Lions, am 25. November 2018 gegen die Denver Broncos jeweils einen 97-Yard-Touchdown. Am 31. Dezember 2017 gelang Smith-Schuster ein Kickoff-Return-Touchdown gegen die Cleveland Browns. Er beendete die Saison mit 58 gefangene Pässen für 917 Yards.
Ab der Saison 2018 wurde er nicht mehr als Returner eingesetzt. Die Saison 2018 war seine bisher erfolgreichste Saison. Als Nummer-2-Receiver hinter Antonio Brown konnte er 111 Pässe für 1.426 Yards fangen. Für seine Leistungen wurde er erstmals in den Pro Bowl gewählt.
In der nachfolgenden Saison konnte er seine Leistungen nicht bestätigen. Geschwächt durch den Trade von Antonio Brown zu den damaligen Oakland Raiders und dem verletzungsbedingten Saisonaus des Starting Quarterback Ben Roethlisberger konnte er nur 42 Pässe für 552 Yards fangen.
Während der Saison 2020 gab es eine Kontroverse um Smith-Schuster, da er vor Auswärtsspielen auf den Logos der gegnerischen Teams tanzte und dies auf TikTok veröffentlichte. Sportlich konnte er sich wieder steigern und 97 Pässe für 831 Yards fangen. Mit ihm erreichten die Steelers zum zweiten Mal in seiner Karriere die Play-offs. Bei der 37:48-Niederlage gegen die Cleveland Browns im Wild-Card-Spiel konnte er 13 Pässe für 157 Yards fangen.
Am 19. März 2021 unterschrieb er trotz finanziell besserer Angebote einen Einjahresvertrag über acht Millionen US-Dollar bei den Steelers. Am 10. Oktober 2021 verletzte er sich beim 27:19-Sieg gegen die Denver Broncos an der Schulter und verpasste die restliche reguläre Saison komplett. Vor dem Spiel in der Wildcard-Runde der Playoffs wurde er am 15. Januar 2022 von der Injured Reserve List wieder aktiviert. Bei der 21:42-Niederlage gegen die Kansas City Chiefs konnte er fünf Pässe für 26 Yards fangen.
Am 20. März 2022 unterschrieb er einen Einjahresvertrag bei den Kansas City Chiefs. Er gewann im Februar 2023 den Super Bowl LVII gegen die Philadelphia Eagles.
Im März 2023 unterzeichnete Smith-Schuster einen Dreijahresvertrag im Wert von bis zu 33 Millionen US-Dollar bei den New England Patriots. Er fing in der Saison 2023 29 Pässe für 260 Yards und einen Touchdown. Am 9. August 2024 wurde er von den Patriots entlassen.
Am 26. August 2024 nahm ihn sein ehemaliges Team, die Kansas City Chiefs, erneut unter Vertrag.

### Statistiken

#### Regular Season
| Jahr  | Team  | Spiele | Spiele | Receiving | Receiving | Receiving | Receiving | Receiving | Fumbles | Fumbles |
| Jahr  | Team  | GP     | GS     | Rec       | Yds       | Avg       | Lng       | TD        | Fum     | Lost    |
| ----- | ----- | ------ | ------ | --------- | --------- | --------- | --------- | --------- | ------- | ------- |
| 2017  | PIT   | 14     | 7      | 58        | 917       | 15,8      | 97T       | 7         | 0       | 0       |
| 2018  | PIT   | 16     | 13     | 111       | 1426      | 12,8      | 97T       | 7         | 1       | 1       |
| 2019  | PIT   | 12     | 12     | 42        | 552       | 13,1      | 76T       | 3         | 1       | 1       |
| 2020  | PIT   | 16     | 14     | 97        | 831       | 8,6       | 31T       | 9         | 3       | 1       |
| 2021  | PIT   | 5      | 5      | 15        | 129       | 8,6       | 24        | 0         | 0       | 0       |
| 2022  | KC    | 16     | 14     | 78        | 933       | 12,0      | 53        | 3         | 3       | 2       |
| 2023  | NE    | 11     | 7      | 29        | 260       | 9,0       | 37        | 1         | 0       | 0       |
| 2024  | KC    | 14     | 8      | 18        | 231       | 12,8      | 50        | 2         | 0       | 0       |
| Total | Total | 104    | 80     | 448       | 5279      | 11,8      | 97T       | 32        | 8       | 5       |

#### Play-offs
| Jahr  | Team  | Spiele | Spiele | Receiving | Receiving | Receiving | Receiving | Receiving | Fumbles | Fumbles |
| Jahr  | Team  | GP     | GS     | Rec       | Yds       | Avg       | Lng       | TD        | Fum     | Lost    |
| ----- | ----- | ------ | ------ | --------- | --------- | --------- | --------- | --------- | ------- | ------- |
| 2017  | PIT   | 1      | 1      | 3         | 5         | 1,7       | 4         | 1         | 0       | 0       |
| 2020  | PIT   | 1      | 1      | 13        | 157       | 12,1      | 33        | 1         | 0       | 0       |
| 2021  | PIT   | 1      | 1      | 5         | 26        | 5,2       | 7         | 0         | 0       | 0       |
| 2022  | KC    | 3      | 2      | 10        | 89        | 8,9       | 16        | 0         | 0       | 0       |
| 2024  | KC    | 3      | 3      | 4         | 76        | 19,0      | 31        | 0         | 0       | 0       |
| Total | Total | 9      | 8      | 35        | 353       | 10,1      | 33        | 2         | 0       | 0       |